# Marcus Thrane
Marcus Møller Thrane (14. oktober 1817 i Kristiania – 30. april 1890 i Eau Claire, Wisconsin) var en norsk socialistisk agitator og organisator, der grundlagde Norges første arbejderbevægelse,  thranitterbevægelsen, der samtidig blev den første organiserede politiske massebevægelse i landet.
Thrane, der blev født i en rig familie  – faderen, David Thrane, var direktør i Norges Rigsbank – kastede sig efter studentereksamen over teologistudiet, men forlod det til fordel for et arbejde som lærer og journalistisk virksomhed. I 1848 stiftede han Drammens Arbeiderforening og året efter Kristiania Arbeiderforening. Det blev begyndelsen på thranitterbevægelsen, hvis idéer byggede på etisk socialisme og kooperative tanker. Inspirationen fandt han i de europæiske revolutioner i 1848 og kampen for almen valgret og frihandel. Bevægelsen voksede hurtigt og talte omkring 1850 30.000 medlemmer fordelt på 300 lokale foreninger. Medlemmerne var – hvilket var unikt i samtiden – både arbejdere på landet og i byerne. 
Efter at Thrane havde fremsat bevægelsens ønsker om valgret, afskaffelse af beskyttelsestolden, reform af almueskolen og forbedring af husmændenes kår, i et brev til kongen, fattede myndighederne interesse for bevægelsen. Thrane blev anholdt i 1851 og idømt fire års tugthus. Yderligere 126 medlemmer af bevægelsen blev dømt.
Marcus Thrane søgte at reorganisere bevægelsen, da han blev løsladt, men opgav, og emigrerede i 1863 til USA, hvor han ernærede sig som foredragsholder og skribent.